# 晃孩
晃孩，蒙古帝国将领，为阿答儿斤氏人，担任箭筒士（火儿赤）。
成吉思汗西征花拉子模时，三个皇子占领了玉龙杰赤，分取了百姓，没有给父亲留一份。成吉思汗大怒，斥责三个儿子。晃孩和晃塔合儿、搠儿马罕三个火儿赤奏请成吉思汗： “皇子们如同刚开始调教、练习的雏鹰，初学出征，为何要这样责备，使他们退缩、困惑，因惧怕而灰心。从日出到日落之地，皆是敌人。将我们如同像西蕃狗般指挥，去征讨敌国。若蒙天地佑护，我们将取来金银、缎匹、财物、百姓、人口。听说西方有巴黑塔惕国（巴格达）的合里伯（哈里发）莎勒坛（素丹），让我们去征讨吧。” 成吉思汗同意了这番话，让阿答儿斤氏人晃孩、朵笼吉儿氏人晃塔合儿二人留在自己身边。派遣搠儿马罕去征讨巴黑塔惕国的合里伯、莎勒坛。